# Price’s Bush Tramway
Price’s Bush Tramway war um 1903 eine Waldbahn bei Akatarawa in der Tararua Range auf Neuseelands Nordinsel mit einer zusätzlichen dritten hölzernen Schiene zum Bremsen der beladenen Loren bei der Bergabfahrt wie auf der Rimutaka Incline.

## Geschichte
Price’s Bush gehörte dem Sägewerksbesitzer Thomas Price (1838–1906), der in Lower Hutt and Petone den Bush abholzte. Er lag im schwer zugänglichem Bergland  oberhalb des Hutt Valley bei Waikanae an der Kapiti Coast.
Die Waldbahn hatte hölzerne Schiene mit einer Spurweite von 3½ oder 4 Fuß (1067 oder 1219 mm) ähnlich wie entweder die der neuseeländischen Hauptstrecken oder die der Wellington Tram. Zwischen den beiden Schienen, auf denen die Räder der Langholzloren liefen, gab es etwas außermittig eine höher gelegene hölzerne Zusatzschiene, die zum Bremsen der beladenen Loren bei der Bergabfahrt genutzt wurden, wie es von der Fell-Steilstrecke der Rimutaka Incline bekannt war.

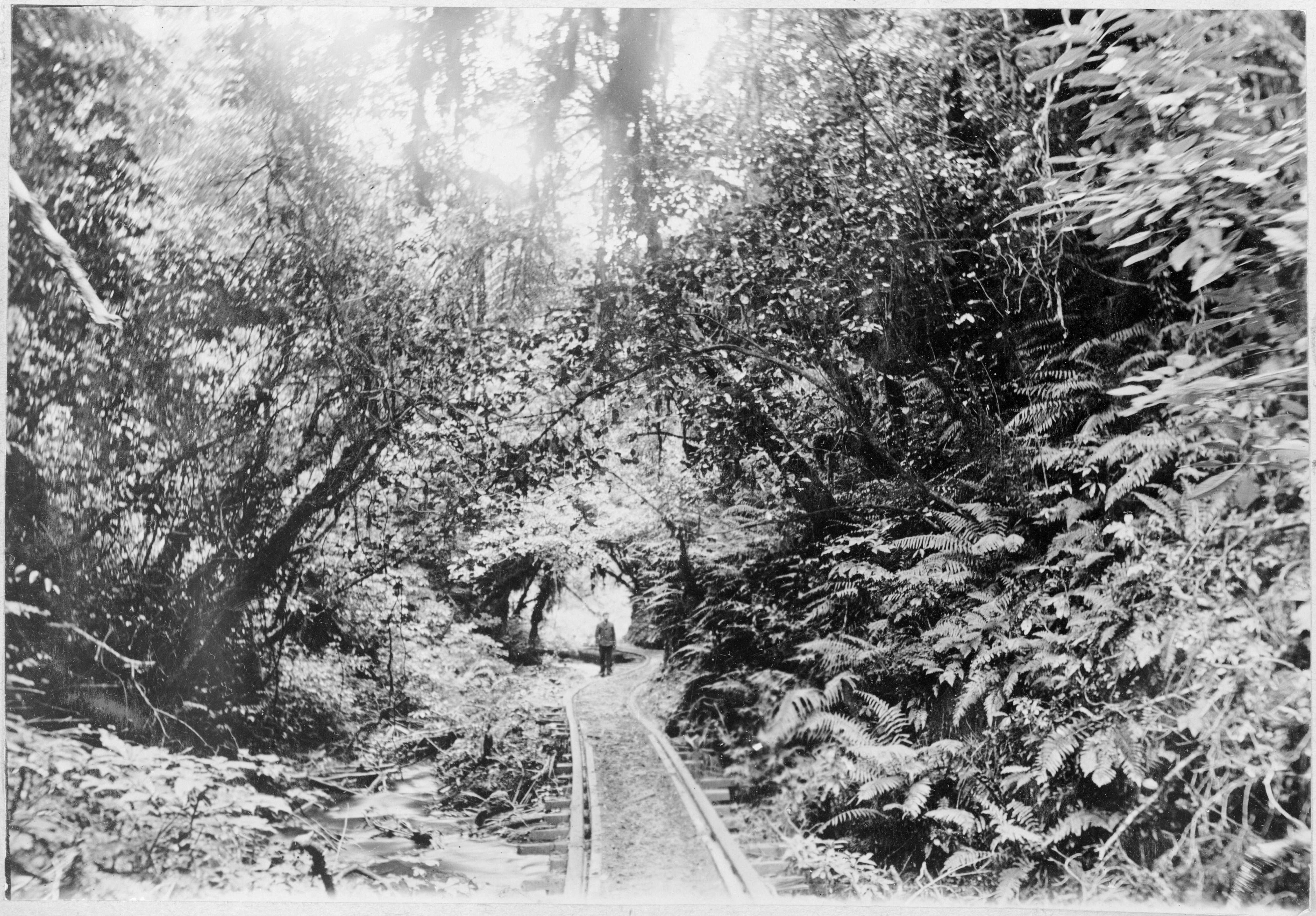
Waldbahn mit hölzernen Schienen in Price’s Bush bei Akatarawa um 1903
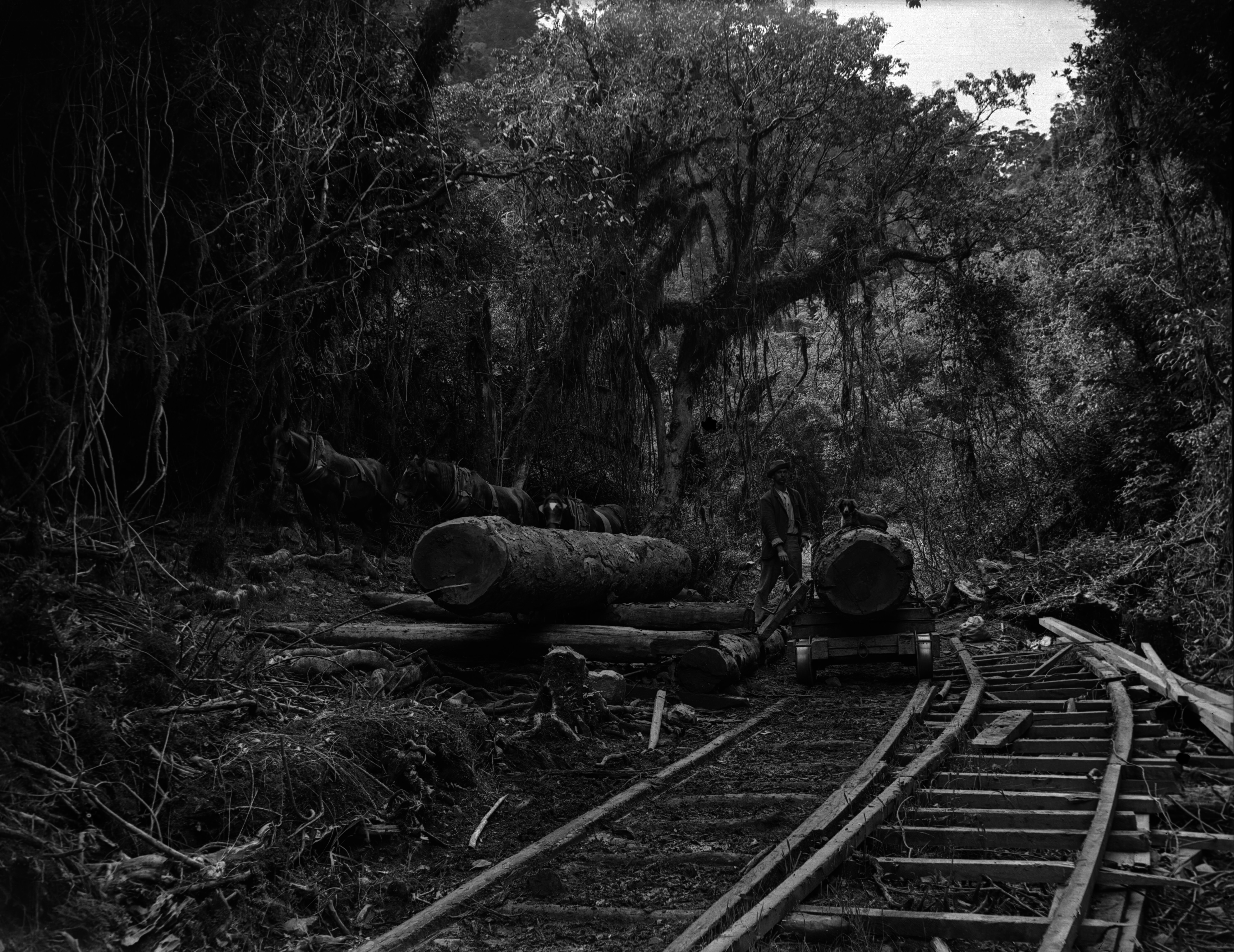
Langholztransport mit von Pferden gezogenen Loren im Akatarawa Bush, Hutt Valley, 1912–1916

## Weiterführende Literatur
- Tony Walzl: Akatarawa and Pakuratahi Forests History.